# Construccionisme
El construccionisme, en pedagogia, és una teoria de l'aprenentatge desenvolupada per Seymour Papert que destaca la importància de l'acció, és a dir, del procedir actiu en el procés d'aprenentatge. S'inspira en les idees de la psicologia constructivista i, de la mateixa manera, parteix del supòsit que, perquè es produeixi aprenentatge, el coneixement ha de ser construït (o reconstruït) pel mateix subjecte que aprèn mitjançant l'acció, de manera que no és una cosa que simplement es pugui transmetre.

## Idees centrals del construccionisme
El construccionisme considera que les activitats de confecció o construcció d'artefactes, siguin aquests el disseny d'un producte, la construcció d'un castell de sorra o l'escriptura d'un programa d'ordinador, són facilitadores de l'aprenentatge. Es planteja que els subjectes, en estar actius mentre aprenen, construeixen també les seves pròpies estructures de coneixement, de manera paral·lela a la construcció d'objectes. També afirma que els subjectes aprendran millor quan construeixin objectes que els interessin personalment, al mateix temps que els objectes construïts ofereixen la possibilitat de fer més concrets i palpables els conceptes abstractes o teòrics i, per tant, els fa més fàcilment comprensibles.
El fundador del construccionisme, Seymour Papert, matemàtic i psicòleg, és professor en les càtedres de matemàtiques i ciències de l'educació del Massachusetts Institute of Technology i va ser deixeble de Jean Piaget. Papert recull del constructivisme piagetà algunes nocions bàsiques i es diferencia d'aquest en l'aplicació concreta en la pedagogia i en la didàctica. Papert defineix el construccionisme de la manera següent:
| « | «Prenem de les teories contructivistes de la psicologia l'enfocament que l'aprenentatge és molt més una reconstrucció que una transmissió de coneixements. A continuació, estenem la idea de materials manipulables a la idea que l'aprenentatge és més eficaç quan és part d'una activitat que el subjecte experimenta com la construcció d'un producte significatiu.» | » |